# Richard-Wagner-Straße 86 (Mönchengladbach)

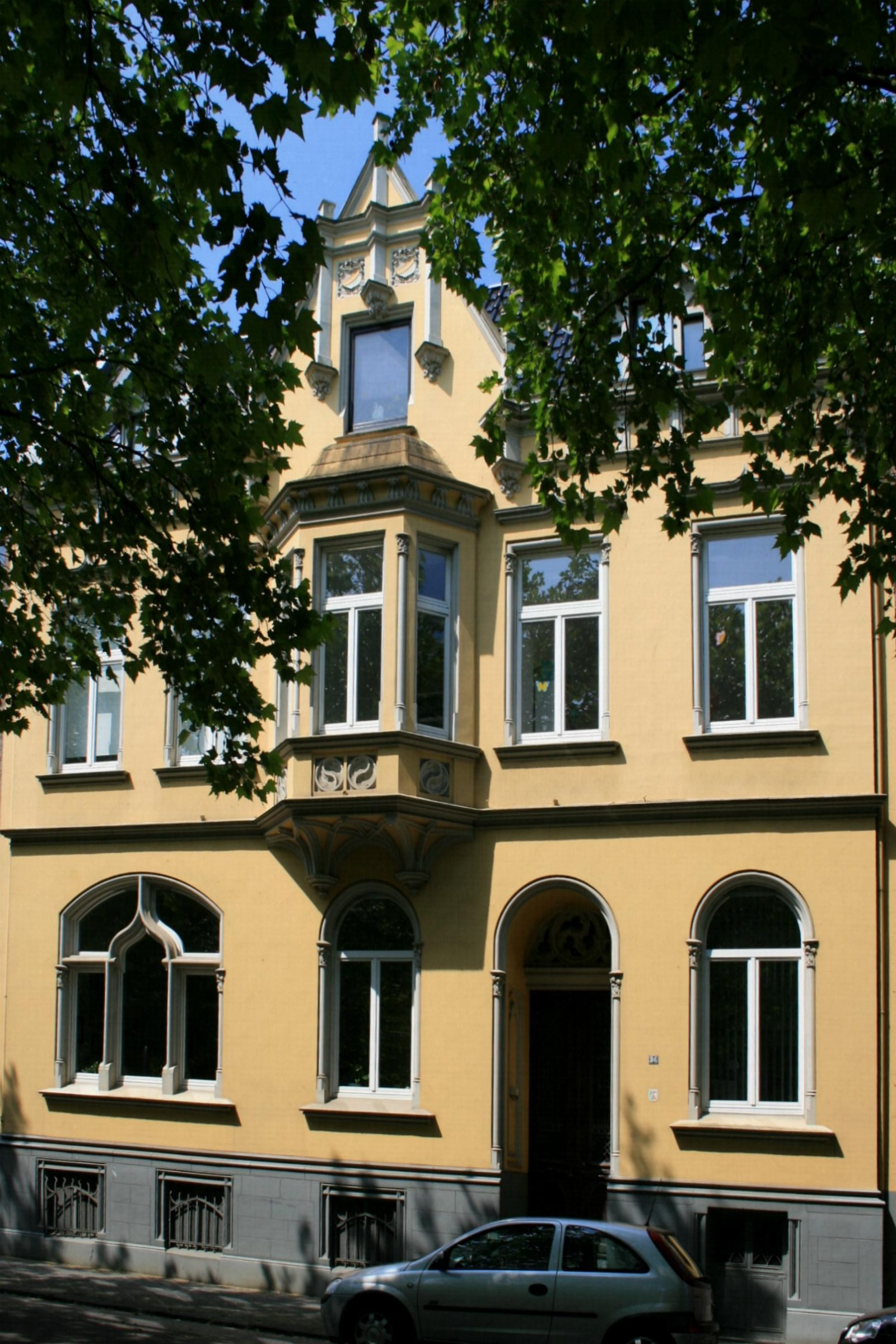
Wohnhaus (2010)

Das Wohnhaus Richard-Wagner-Straße 86 steht in Mönchengladbach (Nordrhein-Westfalen) im Stadtteil Dahl.
Das Gebäude wurde um die Jahrhundertwende erbaut. Es wurde unter Nr. R 041 am 26. Januar 1989 in die Denkmalliste der Stadt Mönchengladbach eingetragen.

## Lage
Das Wohnhaus Nr. 86 wurde um die Jahrhundertwende erbaut. Mit den Häusern Nr. 81 und Nr. 127  sind weitere historische Bauten in der Nachbarschaft erhalten.

## Architektur
Bei dem Objekt handelt es sich um ein zweigeschossiges, traufenständiges und fünfachsiges Gebäude, bei dem auch Erker und Giebel typische Elemente des Historismus aufzeigen. Im Zusammenhang mit den Einzelobjekten Nr. 81 und Nr. 127 als historische Bauten liegt eine Unterschutzstellung im öffentlichen Interesse.